# Discografia di Jessica Sutta
Questa è la discografia di Jessica Sutta, una cantautrice statunitense, di genere pop, R&B e dance. Ha all'attivo due album con il gruppo femminile delle Pussycat Dolls: PCD e Doll Domination vendendo oltre 20 milioni di dischi in tutto il mondo. Nel 2010 lascia le Pussycat Dolls e si dedica alla carriera da solista. Il 19 settembre 2010 pubblica il primo singolo da solista, intitolato I Wanna Be Bad, scritto e prodotto insieme a  Tearce Keaz. Il 3 agosto 2011 esce il singolo Show Me, seguito dal video musicale pochi giorni dopo. La canzone ha molto successo e in poco tempo raggiunge la prima posizione della Hot Dance Club Songs negli Stati Uniti. Un nuovo singolo, Again, viene pubblicato nel febbraio 2013 e raggiunge negli Stati Uniti la posizione numero 14 all'interno della Hot Dance Club Songs. Sempre nel 2013 esce un altro singolo dal titolo Lights Out.

## Singoli
| Anno | Titolo                     | Posizione massima | Posizione massima | Album | Certificazioni |
| Anno | Titolo                     | US Dance          | SVK               | Album | Certificazioni |
| ---- | -------------------------- | ----------------- | ----------------- | ----- | -------------- |
| 2010 | I Wanna Be Bad             | -                 | 65                | -     | -              |
| 2011 | Show Me                    | 1                 | 30                | -     | -              |
| 2013 | Again (feat. Kemal Golden) | 14                | -                 | -     | -              |
| 2013 | Lights Out                 | 3                 | -                 | -     | -              |

## Videografia

### Video musicali
| Anno | Singolo                    | Regista           |
| ---- | -------------------------- | ----------------- |
| 2010 | I Wanna Be Bad             | Frank E. Flowers  |
| 2011 | Show Me                    | SKINNY            |
| 2013 | Again (feat. Kemal Golden) | Ryan Rabih Zeidan |
| 2013 | Lights Out                 |                   |